# Georges Kriéger
Georges Kriéger est un organiste et compositeur français né le 9 novembre 1885 à Poligny (Jura) et mort pour la France le 7 septembre 1914 à Courbesseaux (Meurthe-et-Moselle).

## Biographie
Marie-Georges Kriéger naît le 9 novembre 1885 à Poligny, dans le Jura,.
Il commence son apprentissage musical avec son père, ancien élève de l'école Niedermeyer de Paris, puis entre jeune au Conservatoire de Paris.
Au sein de l'établissement, il obtient en 1905 un 1er prix d'harmonie dans la classe d'Albert Lavignac, un 1er prix d'accompagnement au piano en 1908 dans la classe de Paul Vidal, un 1er prix de contrepoint dans la classe de Georges Caussade en 1909, un 1er prix d'orgue dans la classe d'Alexandre Guilmant la même année, enfin un 1er prix de fugue en 1911.
Georges Kriéger devient titulaire de l'orgue de chœur à l'église de la Madeleine et est suppléant d'Eugène Gigout au Conservatoire de Paris et aux claviers de Saint-Augustin.
Comme pianiste, il crée en public avec Prosper Mimart à la clarinette la Première Rhapsodie de Claude Debussy, le 16 janvier 1911 à la salle Gaveau à Paris, lors d'un concert de la Société musicale indépendante.
Mobilisé durant la Première Guerre mondiale, il est tué au front. Il est officiellement déclaré mort pour la France le 7 septembre 1914 à Courbesseaux.

## Œuvres
- Andante pour orgue[7]
- Toccata pour orgue[8]